# La generación del 50: un mundo dividido
La generación del 50: un mundo dividido es un ensayo del escritor peruano Miguel Gutiérrez, publicado en 1988, mismo año en que editó su novela Hombres de caminos. Se trata de su primer texto ensayístico de largo aliento, género que había practicado asiduamente en las páginas de Narración, la revista que dirigió con Oswaldo Reynoso y circuló entre 1966 y 1974. 
Como lo indica el subtítulo que llevó en su primera edición, «Historia y balance», se trata de un estudio de la Generación del 50, considerada como la que inicia la renovación de la literatura peruana moderna y abre el paso a la literatura contemporánea. El libro se originó a partir de un proyecto que Gutiérrez coordinó con un grupo de investigación de La Cantuta, donde se desempeñaba como profesor, el cual debía culminar en la realización de un documental sobre dicha generación; sin embargo, el proyecto fue abruptamente cancelado, tras lo cual se decidió que la investigación se publicara en un libro que sería la primera entrega de una serie. Lo que en principio iba a ser la introducción de esa primera entrega creció hasta convertirse en un trabajo mucho más personal, que aúna el análisis sociohistórico, la crítica literaria, el testimonio autobiográfico y la polémica ideológica, desde una perspectiva marxista.

## Estructura y contenido
El libro está dividido en diez capítulos y un prólogo, de la siguiente manera:
- Prólogo.
- 1. Los caminos recorridos.
- 2. Desencanto vital y extravío en el mundo.
- 3. Modernidad literaria e imperialismo.
- 4. La “Generaciones”: un enfoque materialista.
- 5. La segunda postguerra y la generación del 50.
- 6. La generación del 50.
- 7. La poesía del 50.
- 8. La narrativa del 50.
- 9. Las formas del compromiso social.
- 10. Reflexiones finales.

Si bien no hay una división explícita entre los capítulos, el ensayo tiene dos partes bien diferenciadas: la primera mitad está dedicada a definir y situar la Generación del 50 en el contexto sociopolítico internacional y local, mientras que en la segunda se desarrolla el análisis propiamente dicho, primero desde una perspectiva panorámica para luego centrarse en el análisis de los poetas y los narradores. En estos capítulos se analizan a poetas como Juan Gonzalo Rose, Jorge Eduardo Eielson, Alejandro Romualdo, Wáshington Delgado, Blanca Varela o Pablo Guevara, y a narradores como Eleodoro Vargas Vicuña, Carlos Eduardo Zavaleta, Julio Ramón Ribeyro, Antonio Gálvez Ronceros, Oswaldo Reynoso y Mario Vargas Llosa, entre otros.
A rasgos generales, el análisis de Gutiérrez comprende dos aspectos, el literario y el ideológico, pero mientras que en el primero los juicios de valor son mayormente positivos, reconociendo la renovación que representó la Generación del 50 en la literatura peruana, la valoración es mucho más crítica en el segundo. Tomando como punto de partida el hecho de que la mayoría de los integrantes de esta generación pertenecieron a la pequeña burguesía, Gutiérrez sostiene que por su origen social y la coyuntura intelectual en la que se desarrollaron, influida por la filosofía existencialista, bajo la represiva dictadura de Odría y ante la falta de espacios de verdadera resistencia, los autores de la Generación del 50 se caracterizaron por una autoconciencia cruel y una visión marcadamente pesimista de la realidad. El otro rasgo característico de esta generación sería su relación ambivalente y contradictoria con su clase social, ya que si por un lado cuestionaban el viejo orden, a la vez algunos de ellos presentaban sentimientos de nostalgia o fascinación por algunos aspectos de este.
Como resultado de esta relación contradictoria, la conducta pública de los miembros de la Generación osciló entre un paulatino inmovilismo motivado por la culpa o el escepticismo y la movilización a través del compromiso político, que si en algunos casos evolucionó en una regresión a la defensa de los intereses de las clases aristocráticas (como Vargas Llosa), en otros desembocó en la militancia partidaria y la lucha social, incluso revolucionaria, grupo este último en el que destaca a Abimael Guzmán, a quien considera como un intelectual de nuevo tipo, cuya valía no se pondera con base en sus escritos, sino en su labor político-partidaria, y que sería el único integrante de la Generación del 50 que fue capaz de superar el pesimismo que la caracterizó para lograr emprender una auténtica lucha revolucionaria, en el marco de los preceptos del maoísmo, iniciando una guerra popular alejada de los desviacionismo del trotskismo como Hugo Blanco o del colaboracionismo con la dictadura de Velasco como Héctor Béjar.
El último capítulo hace las funciones de epílogo, en donde Gutiérrez reitera el carácter situacional del ensayo (con referencias a explosiones y cortes de luz provocados por los atentados con coches-bomba) y expone un balance general de la Generación del 50, con sus virtudes y defectos, enumerando los aportes (introducción de las ciencias sociales al Perú, renovación de la narrativa a través del descubrimiento de la ciudad como espacio literario) y los defectos (fundamentalmente la incapacidad o la descontinuidad de generar una ciencia y una literatura de conciencia popular, arraigada en los sectores campesinos, optando en cambio por el “cientificismo” en el primer caso y una mirada “desde arriba” en el segundo, al intentar una integración entre la literatura rural y urbana pero con una mirada ajena a los sectores que se buscaba representar).

## Controversias
La generación del 50... fue y sigue siendo considerada como la obra más polémica de Miguel Gutiérrez. El tono exaltado y combativo de algunos pasajes, el uso de una terminología revolucionaria y la deliberada introducción de la propia subjetividad del autor en los últimos capítulos del libro, así como la vindicación de Abimael Guzmán en un contexto donde la escalada de violencia de Sendero Luminoso estaba alcanzando un punto crítico, despertaron todo tipo de comentarios y reacciones. Así, por ejemplo, Roberto Forns Boggi le dedicó una reseña en la que califica al ensayo de «autoritario» y «esquemático», al privar al lector de un aparato crítico que le permita cotejar las fuentes consultadas, además de señalar errores metodológicos al definir el concepto de “Generación” utilizado; y tampoco faltaron las reacciones de algunos de los académicos e intelectuales criticados, como Abelardo Oquendo o Aníbal Quijano, quien incluso le retiró el saludo a Gutiérrez.
Al contrario de lo que suele pensarse, el escritor también fue cuestionado desde la izquierda, que le reprochó utilizar un lenguaje no suficientemente clasista (por no referirse a Guzmán como «Presidente Gonzalo»), excesivamente irreverente y poco ortodoxo para los estándares marxistas, además de cuestionarlo por sus valoraciones literarias, como reivindicar a un autor como Vargas Llosa, para entonces abiertamente derechista, o sostener que Eielson era el mejor poeta de la Generación del 50 en lugar del poeta social Romualdo. Estas críticas por izquierda también se repitieron en 2022, en un artículo publicado en la revista Minga, editada por la Comunidad de Investigación para la Transformación de América Latina – CITAL, donde el autor hace una relectura crítica de los argumentos expuestos por Gutiérrez, a los que califica de «revisionismo de derecha».
Tras el establecimiento de la dictadura fujimorista y la captura de Guzmán en 1992, los cuestionamientos hacia la obra y su autor, que hasta entonces se habían restringido al ámbito universitario, pasaron a los espacios culturales de la prensa y la televisión, desde donde la condena se extendió al conjunto de la obra de Gutiérrez, signándolo de senderista, a pesar de que nunca integró dicha organización y de que para entonces había hecho una profunda autocrítica de sus posturas más radicales, aunque sin renunciar a sus ideas políticas.

Los ataques contra el escritor arreciaron en 2005, cuando escribió un artículo a propósito del I Congreso Internacional de Narrativa Peruana celebrado en Madrid, en el que denunciaba a la "argolla" literaria que maneja la industria cultural y la mayoría de los espacios de difusión. El artículo generó una ola de réplicas y ataques, en los que se le volvió a enrrostrar su ensayo y acusarlo de senderista, al mismo tiempo que la polémica derivó en un debate sobre la literatura andina y la literatura criolla, y al que Gutiérrez se refirió posteriormente como un malentendido generado por la prensa.
La última controversia en torno a La generación del 50... fue en ocasión de su reedición en 2008. Esta segunda edición contó con un nuevo prólogo, en el que Gutiérrez expone la autocrítica que hizo tras la captura de Guzmán, así como su punto de vista sobre el ensayo con la perspectiva del tiempo transcurrido. Pese a que no faltaron comentarios en contra, como el de Iván Thays, la recepción fue mayormente positiva, considerándolo actualmente como un valioso estudio en torno a esta importante generación literaria e intelectual peruana.